# Iberská anarchistická federace

Společná vlajka používaná s Národní konfederací práce

Federación Anarquista Ibérica (šp. Iberská anarchistická federace, zkr. FAI) byla španělská anarchistická organizace, proslavila se především v období Španělské občanské války. Byla založena roku 1927 ve Valencii jako sdružení všech španělských, katalánských, baskických a portugalských anarchistů, syndikalistů a libertariánských socialistů. Pro svou historickou, personální, pracovní i ideovou provázanost s revolučně-odborovým hnutím Národní konfederace práce (CNT) se někdy mluví o organizaci CNT-FAI. FAI od roku 1927 až do svého zákazu fašistickým režimem roku 1939 vydávala list „Tierra y Libertad“ (šp. Půda a Svoboda). V letech 1931 až 1936 se FAI aktivně zapojovala do politických bojů, provozovala levicovou politiku, významně se podílela na generální stávce roku 1934. Roku 1936 vstoupila do jednotné levicové Lidové fronty a tím se dostala do vlády. Po vypuknutí války spolu s CNT zřídila milice které bojovaly na straně Druhé Španělské republiky proti Nacionalistům (Frankistům). K FAI a CNT se také hlásili milicionáři, kteří v průběhu války bořili a vypalovali kostely a účastnili se vraždění kněží, mnichů a jeptišek. S porážkou Druhé Španělské republiky a nástupem Nacionalistů FAI prakticky zaniká, většina členů emigruje, ostatní jsou pozatýkáni a většinou popraveni nebo umučeni.